# Åbyggeby
Åbyggeby är ett samhälle och en tätort i Gävle kommun. Åbyggeby utgörs av villor och fritidshus, och är beläget omkring 8 kilometer norr om Gävles centrum.
I norra delen av tätorten ligger ett område som av SCB före 2015 avgränsades som en separat småort med namnet Åbyggeby (tegelbruket) och småortskod S7499. Före 2005 var ett annat område, söder om Tegelbruket, avgränsat som en småort med namnet Norra Åbyggeby med småortskod S7293.

## Befolkningsutveckling
| Befolkningsutvecklingen i Åbyggeby 1950–2020                                                                             | Befolkningsutvecklingen i Åbyggeby 1950–2020 | Befolkningsutvecklingen i Åbyggeby 1950–2020 | Befolkningsutvecklingen i Åbyggeby 1950–2020 | Befolkningsutvecklingen i Åbyggeby 1950–2020 |
| --- | -------------------------------------------- | -------------------------------------------- | -------------------------------------------- | -------------------------------------------- |
| |                                              |                                              |                                              |                                              |
| År |                                              |                                              | Folkmängd                                    | Areal (ha)                                   |
| 1950 | 1950                                         |                                              | 434                                          |                                              |
| 1960 | 1960                                         |                                              | 312                                          |                                              |
| 1965 | 1965                                         |                                              | 295                                          |                                              |
| 1970 | 1970                                         |                                              | 314                                          |                                              |
| 1975 | 1975                                         |                                              | 331                                          |                                              |
| 1980 | 1980                                         |                                              | 352                                          |                                              |
| 1990 | 1990                                         |                                              | 398                                          | 84                                           |
| 1995 | 1995                                         |                                              | 427                                          | 85                                           |
| 2000 | 2000                                         |                                              | 457                                          | 87                                           |
| 2005 | 2005                                         |                                              | 776                                          | 145                                          |
| 2010 | 2010                                         |                                              | 811                                          | 145                                          |
| 2015 | 2015                                         |                                              | 951                                          | 234                                          |
| 2020 | 2020                                         |                                              | 915                                          | 208                                          |
| Anm.: Sammanvuxen med småorten Norra Åbyggeby 2005 och Åbyggeby (tegelbruket) 2015. Åbyggeby (tegelbruket) utbrutet 2020 |                                              |                                              |                                              |                                              |

| Befolkningsutvecklingen i Norra Åbyggeby 1990–2000                                                           | Befolkningsutvecklingen i Norra Åbyggeby 1990–2000 | Befolkningsutvecklingen i Norra Åbyggeby 1990–2000 | Befolkningsutvecklingen i Norra Åbyggeby 1990–2000 | Befolkningsutvecklingen i Norra Åbyggeby 1990–2000 |
| --- | -------------------------------------------------- | -------------------------------------------------- | -------------------------------------------------- | -------------------------------------------------- |
| |                                                    |                                                    |                                                    |                                                    |
| År |                                                    |                                                    | Folkmängd                                          | Areal (ha)                                         |
| 1990 | 1990                                               |                                                    | 114                                                | 41#                                                |
| 1995 | 1995                                               |                                                    | 128                                                | 47#                                                |
| 2000 | 2000                                               |                                                    | 151                                                | 50#                                                |
| Anm.: 1990 som Åbyggeby, 1995-2000 som Norra Åbyggeby. Sammanvuxen med tätorten Åbyggeby 2005. # Som småort. |                                                    |                                                    |                                                    |                                                    |

På grund av förändrat dataunderlag hos Statistiska centralbyrån så är småortsavgränsningarna 1990 och 1995 inte jämförbara. Befolkningen den 31 december 1990 var 120 invånare inom det område som småorten omfattade 1995.